# 藤原宗明
藤原 宗明（ふじわら の むねあき、生没年不詳）は、鎌倉時代の公家。藤原北家末茂流、中納言・藤原実教の子。従三位・持明院基宗の猶子。官位は従三位・左馬権頭。

## 経歴
後鳥羽院政期初頭の正治元年（1199年）従五位下に叙爵し、元久2年（1205年）兄の公長に続いて越中守に任官する。承久2年（1220年）従五位上に叙せられ、承久3年（1221年）承久の乱後に少納言に任ぜられると、貞応元年（1222年）正五位下、嘉禄元年（1225年）従四位下と昇進し、四位になっても引き続き少納言を務めた。
その後、安貞3年（1229年）従四位上、寛喜3年（1231年）左馬権頭、文暦2年（1235年）正四位下に叙任される。仁治元年（1240年）10月に兄の公長が出家してまもなく、宗明は従三位に叙せられて公卿に列した。
寛元3年（1245年）5月13日に出家。法名は孝信。

## 官歴
『公卿補任』による。
- 正治元年（1199年） 正月5日：叙爵（皇太后宮未給）
- 元久2年（1205年） 11月29日：越中守
- 承元2年（1208年） 7月9日：得替
- 承久2年（1220年） 12月18日：従五位上
- 承久3年（1221年） 閏10月18日：少納言
- 貞応元年（1222年） 4月13日：正五位下
- 嘉禄元年（1225年） 12月25日：従四位下、少納言如元
- 嘉禄3年（1227年） 5月25日：復任（父）
- 安貞3年（1229年） 正月30日：従四位上
- 寛喜3年（1231年） 4月14日：左馬権頭
- 文暦2年（1235年） 正月25日：正四位下
- 仁治元年（1240年） 10月24日：従三位
- 寛元3年（1245年） 5月13日：出家

## 系譜
『尊卑分脈』による。
- 父：藤原実教
- 母：不詳
- 妻：不詳
  - 男子：藤原成行 - あるいは藤原教成の子